# Азрак
Азрак (на арабски: لأزرق, в превод „син“) е малък град в провинция Зарка в Централна и Източна Йордания, на 100 км източно от Аман. Населението на Азрак към 2004 възлиза на 9021 души, а наблизо е изградена военновъздушната база Шахийд Муафак Салти.

## История
Азрак исторически е важно селище в отдалечения и сух пустинен район на Йордания. Стратегическото значение на града и замъка Касър Азрак се състои в това, че той се намира сред оазиса Азрак – единственият постоянен източник на прясна вода в околните 12 хиляди квадратни километра в пустинята.
Градът е разположен на главния пустинен път, за да насърчава развитието на търговията в региона. Оазисът Азрак има дълга история, датираща до началото на ранния палеолит. Много археологически находки са били регистрирани в Азрак и влажните зони на резервата около него. По-късно оазисът става важно селище, като през Набатейския период все по-интензивна поселенческа дейност се регистрира в района. Касър Азрак е построен от римляните през III век, и е значително преустроен и укрепен през Средновековието от мамелюците. В Омейядския период е построен язовир в Южна Азрак. По време на Арабското въстание в началото на ХХ век Касър Азрак е важна централа за Томас Лорънс.
В района около оазис Азрак се откриват стотици геоглифи – големи колелообразни конструкции от камък, които датират от поне 2000 години. Тези структури често се срещат в областта и повечето достигат 25 метра, а някои до 70 метра в диаметър. Археолозите вярват, че колелата на Азрак Оазис са гробищен паметник – съждение, което напоследък е поставено под много съмнения.
В Азрак има изграден бежански лагер, открит през 2014 г., където се крият бежанци от гражданска война в Сирия. Лагерът е на 20 км западно от Азрак на място, използвано по време на войната в Персийския залив през 1990 – 1991 като транзитен лагер за разселени иракчани и кувейтци.

## Демографски данни
Според националното преброяване от 2004 г. населението на Азрак е 9021 души, от които 7625 (84,5%) са граждани на Йордания. 4988 (55,3%) са мъже, и 4033 (44,7%) са жени.

## Дива природа
Азрак е известен също като на мястото до река Йордан със седем защитени природни резервата, създадени от йорданското Кралско общество за опазване на природата. Най-големите сред тях са Влажните зони на Азрак, резерватът Ал Азрак-Джануби и Шаумари близо до Азрак, който е само на 10 км южно от града.